# Municipio de Alton (Minnesota)
El municipio de Alton (en inglés: Alton Township) es un municipio ubicado en el condado de Waseca en el estado estadounidense de Minnesota. En el año 2010 tenía una población de 434 habitantes y una densidad poblacional de 4,63 personas por km².

## Geografía
El municipio de Alton se encuentra ubicado en las coordenadas 44°2′51″N 93°42′29″O / 44.04750, -93.70806. Según la Oficina del Censo de los Estados Unidos, el municipio tiene una superficie total de 93.79 km², de la cual 90,22 km² corresponden a tierra firme y (3,81 %) 3,57 km² es agua.

## Demografía
Según el censo de 2010, había 434 personas residiendo en el municipio de Alton. La densidad de población era de 4,63 hab./km². De los 434 habitantes, el municipio de Alton estaba compuesto por el 99,08 % blancos, el 0,92 % eran asiáticos. Del total de la población el 0,46 % eran hispanos o latinos de cualquier raza.